# Movimiento de Acción Popular Unitaria
El Movimiento de Acción Popular Unitaria, o más conocido por su acrónimo MAPU, fue un partido político chileno de izquierda fundado el 19 de mayo de 1969 por Rodrigo Ambrosio, que desde sus inicios estuvo vinculado al campesinado y a los movimientos estudiantiles universitarios.
Nació a partir de un fraccionamiento producido en el seno del Partido Demócrata Cristiano (PDC), cuando un grupo rebelde de militantes se demostró disconforme con el lineamiento ideológico y político del partido en el contexto de la elección presidencial que se llevaría a cabo en noviembre de 1970. Este grupo se declaró públicamente marxista, formó su propia colectividad política, e integró posteriormente la coalición de partidos de izquierda llamada Unidad Popular (UP), que llevó al gobierno al socialista Salvador Allende.
El MAPU sufrió una escisión en 1971, luego de un pleno nacional donde quedaron en evidencia dos corrientes, aquellos que querían declaran a la colectividad netamente marxista y otros seguidores de una corriente más tradicional/democrática, que finalmente abandonan el partido y forman la Izquierda Cristiana (IC) en octubre de 1971.

## Historia

### Salida del PDC
Los años finales de la década de 1960 se caracterizaron por el desarrollo de una aguda polarización de las fuerzas políticas. La fuerte ideologización de las principales colectividades y la ardua pugna en defensa de las planificaciones globales levantadas por cada sector ayudó a la aceleración de esta vorágine centrífuga. Dentro de este contexto se situó el origen del Movimiento de Acción Popular Unitaria (MAPU), cuando en 1969 se realizó una junta nacional del Partido Demócrata Cristiano (PDC), que debía resolver la postura del partido en la próxima elección presidencial.
En aquella ocasión los miembros del partido dejaron entrever sus diferentes posiciones, así aparecieron los «rebeldes» que eran partidarios de un entendimiento con el Frente de Acción Popular (FRAP) (y quienes frente a la situación en la cual se vivía dentro del PDC y ya demostrando descontento desde mediados del gobierno del presidente Eduardo Frei Montalva, debido a la política "pro-norteamericana" llevada a cabo en ese partido desde la Junta Nacional DC que como voto político decidió apoyar la mencionada tesis, decidieron crear nuevos movimientos políticos, principalmente integrados por miembros de la Juventud DC).
Por otro lado estaba el sector «tercerista» que fijó su perspectiva señalando, "La democracia cristiana debe constituirse como un partido de izquierda, cuya misión histórica inmediata sea la sustitución del régimen capitalista". Luego de la junta, el 5 de mayo de 1969 renunció al PDC el senador Rafael Agustín Gumucio, a quien se sumaron posteriormente, los entonces jóvenes dirigentes del Departamento Campesino del partido: Andrés Tapia, Gonzalo Cáceres y Jaime Gazmuri, además del senador Alberto Jerez, y los diputados Julio Silva Solar y Vicente Sota. Asimismo, se encontraban otros militantes como: Enrique Correa, Carlos Montes, Jacques Chonchol, José Miguel Insulza, Eduardo Aquevedo, Luis Penaglia, Jaime Estévez, Eduardo Rojas, Tomás Moulian, Gonzalo Ojeda, Samuel Bello, Juan Ruz, Omar Jofré Fuentes, Gladys Goede Gars, Luis Quezada, Francisco Mansilla, Fernando Martínez Urrutia, Augusto Moreno, Jorge Abbott, entre varios otros.
En la ocasión de su renuncia, el senador Rafael Agustín Gumucio en su carta de renuncia esgrimió:

"La última Junta reveló la resistencia invencible de las fuerzas que dominan al partido a buscar entendimiento con la izquierda para producir la unidad del pueblo. Pese a que el voto presentado por la Mesa del senador Fuentealba plantea esta unidad sobre la base de una candidatura de un hombre nuestro, ello se rechazó. Ni siquiera el hecho de que esta tesis fuera la de Tomic, a quien la Junta quería proclamar como candidato, hizo posible su aceptación. Sería difícil concebir que se produjera una circunstancia más favorable a ella, no obstante lo cual fue derrotada. Esto me ha llevado al convencimiento que en nuestro partido se han consolidado fuerzas que ya nada tienen en común con lo que pienso. El acuerdo de la Junta revela una indiferencia realmente alarmante ante la seria chance de la derecha de retornar al gobierno y junto a eso un rechazo profundo a buscar condiciones que pudieran aproximarnos a la izquierda”. (...). Las corrientes más avanzadas del pensamiento cristiano ya no son recogidas por nosotros y de hecho más que un instrumento del cambio revolucionario de la sociedad, somos un instrumento del status social, una fuerza administradora del sistema, garantizadora del orden establecido".

### Fundación
Todos ellos formaron el llamado Movimiento de Acción Popular Unitaria. Desde su fundación, el 19 de mayo de 1969, el MAPU fijó su posición ideológica, donde, “El marxismo pasa a ser considerado como una fuente de inspiración en el cual hay que zambullirse creadoramente, utilizando todas aquellas categorías que son instrumentales para la construcción revolucionaria, (...).". Con anterioridad a su reunión oficial como partido constituido, desarrollaron contactos con organizaciones inspiradas en la teología de la liberación como Iglesia Joven.[cita requerida]

### Unidad Popular
En agosto de 1969, el MAPU realizó su «congreso constituyente». Allí se enfrentaron dos posiciones antagónicas, una que aspiraba a llegar a un consenso con el Partido Socialista (PS); el Partido Comunista (PC) y el Partido Radical (PR) y otra corriente partidaria de no arriesgar la acción del movimiento en la elección presidencial de 1970. Se escogió la corriente dispuesta a formar parte de la Unidad Popular (UP), y Jacques Chonchol fue electo como secretario general, más tarde fue nominado como precandidato presidencial, pero renunció y apoyo la candidatura del socialista Salvador Allende.
Tras la realización de este primer congreso, el MAPU se perfiló como un grupo de vanguardia obrero y proletario, lo que produjo una escisión que llevó a fundar en 1971 un nuevo partido, la Izquierda Cristiana (IC).
El Segundo Congreso Nacional del MAPU se realizó del 3 al 8 de diciembre de 1972, ocasión en la cual confirmó la línea adoptada en el anterior, pero nuevamente se dejaron entrever posiciones antagónicas dentro de la colectividad; por un lado estaba una tendencia moderada pro-comunista que lideró Jaime Gazmuri, y por otro, un sector que se inclinó por una línea de ultraizquierda e independiente de los bloques internacionales y muy crítico de la URSS, bajo el liderazgo de Eduardo Aquevedo, Kalki Glauser y Óscar Guillermo Garretón. Triunfó el grupo encabezado por Garretón, quien resultó electo como secretario general, a propuesta de Eduardo Aquevedo, y este último quedó de primer subsecretario general.
El sector de Gazmuri no aceptó esta decisión y se proclamó a sí mismo como secretario general también luego de una reunión realizada el 7 de marzo de 1973; este hecho produjo importantes disputas al interior del MAPU. Ambos sectores se disputaron el nombre del partido, y en junio del mismo año la Dirección del Registro Electoral sentenció que el sector de Garretón podía usar legítimamente el nombre de la colectividad. Entonces, el sector Gazmuri pasó a llamarse MAPU Obrero Campesino (MAPU/OC).
En las elecciones parlamentarias de marzo de 1973, participó como parte de la Confederación de la Democracia (CODE), y logró 90 700 votos y dos diputados electos: Alejandro Bell Jara y Oscar Guillermo Garretón. En ese entonces la sede nacional del MAPU estaba ubicada en Santa Lucía 162, posteriormente ocupada como centro de detención y tortura de la dictadura militar.

### MAPU Obrero Campesino

Bandera del MAPU Obrero Campesino.

Hacia marzo de 1973, el MAPU se dividió en dos corrientes: el MAPU propiamente tal, que se declaró marxista-leninista y más radicalizado liderado por Óscar Guillermo Garretón y Eduardo Aquevedo y el MAPU Obrero Campesino (MAPU/OC o MOC), de tendencias más moderadas y afines al Partido Comunista y Partido Radical,  sosteniendo que el gobierno de Salvador Allende era "la principal conquista revolucionaria lograda por la lucha popular y democrática". El MAPU/OC estuvo liderado por Jaime Gazmuri y Enrique Correa. Se marginó de sectores más radicales de la izquierda, y mantuvo a dos de sus militantes como ministros en el gabinete de Allende: Fernando Flores y Juan Carlos Concha. Ambos sectores siguieron participando de la UP hasta el golpe militar del 11 de septiembre de 1973.

### Dictadura y clandestinidad
Al producirse el golpe de Estado, el MAPU fue declarado fuera de la ley y muchos de sus militantes fueron perseguidos, encarcelados y deportados. Desde la clandestinidad comenzó a vivirse un proceso profundo de revisión y de autocrítica, respecto a la participación del MAPU durante el gobierno de la UP. Entre 1975 y 1976, la UP aún es el punto central de la política de sus partidos. Son años de remezones partidarios que van reacomodando paulatinamente las fuerzas en el interior de cada organización. Por ejemplo, a Europa llega, desde el interior, Eugenio Tironi, entonces miembro de la dirección interior del partido que ha sucedido a Garretón luego de su asilo en la embajada de Colombia, y que encabezó Carlos Montes. Dicha dirección interior la integraron, Carlos Ortúzar, Guillermo del Valle, Víctor Barrueto y Fernando Echeverría, entre otros, quienes propugnaban una salida política nacional, vía movilización social, poniendo énfasis en la defensa de los intereses populares, uniéndose con sectores socialistas. Tironi llevó la misión de expulsar del partido a una facción encabezada por Eduardo Aquevedo (primer subsecretario del MAPU) y Gonzalo Ojeda, que representaban a un sector importante de los militantes del MAPU en el exilio y en el interior, y cuya política dificultaba, según la dirección, los esfuerzos de reconstrucción de la UP, ya que planteaban la conformación de un frente amplio opositor que agrupara a la izquierda chilena desde la UP hasta el MIR. Dicha acción fue el comienzo de un importante viraje ideológico del MAPU.
Desde el interior, y a raíz de una fuerte autocrítica de su participación en el gobierno de Allende, los nuevos dirigentes que asumieron en la clandestinidad, tales como Carlos Montes (Cristián), Víctor Jeame Barrueto (Tito), Guillermo del Valle (Zúñiga), Rodrigo González (Javier), Guillermo Ossandón (Pizarro), Ricardo Brodsky (Mica), Jaime Manuschevich (Ismael) y Claudio Vásquez.[cita requerida] En 1980, al no lograrse la unidad de los socialistas y al existir fuertes indicios que el PCCh se proponen iniciar la lucha armada, optando por participar junto a otros sectores moderados del socialismo chileno, tales como Ricardo Lagos o Ricardo Núñez, en la renovación del ideario socialista nacional, influyendo de manera significativa en la conformación de la Convergencia Socialista (CS) y posteriormente del Bloque Socialista (BS), lo que facilitó el entendimiento con el centro político y la creación de un vasto movimiento social democrático antidictatorial.

### MAPU Lautaro

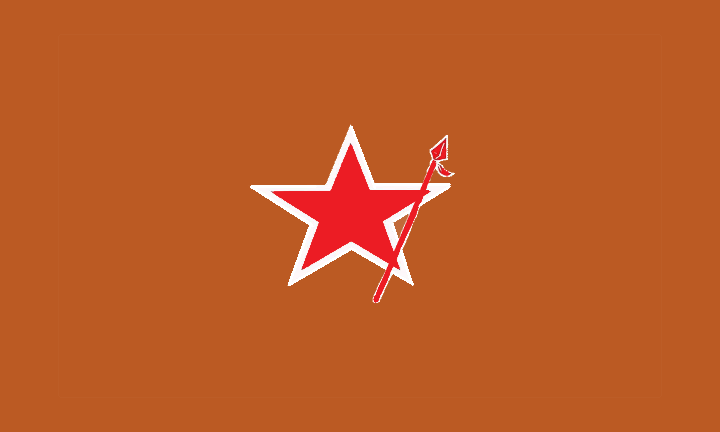
Bandera del MAPU Lautaro.

Dentro del MAPU, un grupo minoritario, encabezado por Guillermo Ossandón, se opuso a esta orientación y se marginaron de la nueva política, conformando en 1983 un grupo de orientación maoísta denominado MAPU Lautaro, que realizaron acciones violentas en contra de la dictadura militar. Este grupo de militantes —que se había formado en Cuba, siguiendo instrucciones de Garretón—[cita requerida] se planteó en completo desacuerdo con la nueva línea ideológica y política que el MAPU asumió, con una marcada definición socialista y renovadora. Asimismo, el MAPU Lautaro planteó como ideario político el derrocamiento de la dictadura militar, a través de la ‘rebeldía popular’, y una ‘movilización de masas’. Sostuvo que para conseguir este fin, era necesaria la ‘movilización combativa, la lucha armada, la insurgencia y la rebeldía de masas’. Según el MAPU Lautaro no había otra alternativa’. Rechazó el llamado Acuerdo Nacional para la Transición a la Plena Democracia, el diálogo y la política de presión.
Con el retorno a la democracia en 1990, este grupo siguió realizando acciones violentas, hasta ser desarticulado por los servicios de investigaciones.

### Regreso a la actividad
En 1985, en el llamado «Congreso de Unidad», realizado en forma clandestina en Punta de Tralca, los sectores de Garretón y parte de los renovados del MAPU/OC (de Gazmuri), se reunificaron. Asumió como nuevo secretario general Víctor Barrueto y como subsecretario general Claudio Vásquez. En tanto, la nueva Comisión Política estuvo integrada por Enrique Correa, Óscar Guillermo Garretón, Alejandro Bell, Carlos Montes, Guillermo del Valle, Jaime Cataldo, Eduardo Arrieta y Rodrigo González.
El 8 de septiembre de 1986 fue uno de los firmantes del documento Bases de Sustentación del Régimen Democrático, que consistía en una ampliación y profundización del Acuerdo Nacional para la Transición a la Plena Democracia de 1985, y que daría origen en noviembre de 1986 al Acuerdo Nacional Democrático, coalición política de corta duración.
En 1988, la mayor parte de sus militantes contribuyeron a la formación del Partido por la Democracia (PPD), y luego en diciembre de 1989 (en el acto de unidad del PSCh) un sector importante, encabezados por una parte de la dirección y líderes, ingresaron al Partido Socialista de Chile (PS). La militancia y cuadros del MAPU en realidad se distribuyen por partes casi iguales entre ambos partidos (PPD y PS). Desde la década de 1990, la presencia del exMAPU sigue vigente en la política y en el debate chileno, a través de diversos dirigentes e intelectuales en instancias de gobierno, del Congreso Nacional, de ONG's y del sector académico.
Aunque la mayoría de sus exmilitantes se vinculó a movimientos de la coalición Concertación de Partidos por la Democracia, un grupo decidió seguir con el partido y se presentó junto al Partido Comunista (PC) en la elección presidencial y las parlamentarias de 1993.

## Ideología

### Principios programáticos
Desde que Salvador Allende logró el triunfo en la elección presidencial de 1970, el MAPU comenzó a replantearse su posición en este nuevo escenario. Distintos sectores promovieron la idea de redefinir los objetivos del MAPU en el marco de una participación a mediano y largo plazo dentro del proceso de la vía chilena al socialismo en el país.
En 1970 además, se realizaron dos «congresos» importantes, uno a nivel regional, realizado en mayo de ese año en la Universidad Técnica del Estado y otro con características nacionales, realizado en el cine Arte Normandie en octubre. A partir de estas dos instancias, el MAPU postulo los siguientes ejes programáticos:
- «Hacer crecer la colectividad dentro de su estructura celular, de movimiento de cuadros, es decir, ampliar sus bases de apoyo sin desestructurar la lógica que le permitiría actuar como "vanguardia popular"».[4]
- «Orientar su acción política a liquidar a los definidos "enemigos fundamentales del pueblo chileno", es decir, el imperialismo, los monopolios, el latifundio, etcétera».
- Conseguir lo anterior, «por medio de amplias alianzas políticas que tuvieran como base al proletariado, pero también a sectores de la pequeña y mediana burguesía que aspiran a un desarrollo democrático y nacional y cuyos intereses eran ahogados por el gran capital imperialista».[4]

La definición ideológica del partido no estuvo exenta de contratiempos, pues provocó la división del partido, pero durante la realización del segundo congreso en 1972, el MAPU, se definió como marxista-leninista, asumiendo la doctrina marxista como dogma. Según las palabras de Rodrigo Ambrosio, “era inconcebible un partido de izquierda que no abrazara esta herramienta de análisis”.

## Autoridades

### Senadores
| Nombre              | Provincia                          | Agrupación Provincial    | Período                       |
| ------------------- | ---------------------------------- | ------------------------ | ----------------------------- |
| Alberto Jerez Horta | Concepción, Ñuble, Biobío y Arauco | 7° Agrupación Provincial | 1969-1971 (electo por el PDC) |

### Diputados
| Nombre                   | Provincia  | Agrupación Departamental        | Período                       |
| ------------------------ | ---------- | ------------------------------- | ----------------------------- |
| Julio Silva Solar        | Santiago   | 7° III Agrupación Departamental | 1969-1971 (electo por el PDC) |
| Alejandro Bell Jara      | Linares    | 14° Agrupación Departamental    | 1973                          |
| Óscar Guillermo Garretón | Concepción | 17° Agrupación Departamental    | 1973                          |

## Resultados electorales

### Elecciones parlamentarias
|  | 2,55 % |

|  | 1,05 % |

|  | 0,10 % |

|  | 0,16 % |